# 中学生棺桶
中学生棺桶（ちゅうがくせいかんおけ）は、狩野葉蔵を中心に2002年に結成された日本のロックバンド。
ドゥーム・ロックやパンク・ロックをベースに、プログレッシブ・ロックや昭和歌謡などの影響を受けた和を感じさせる音楽性が特徴。2011年に解散後、2022年から再び活動を開始する。

## 概要
2002年結成の和風アングラドゥームコアバンド。2004年ディスクユニオンの『妄想最前線』の第一弾としてインディーズデビュー。新高円寺RITZを拠点に主催イベント「根暗画面」を開催していた。2011年「例のK」へと発展解消。
2022年7月開催の死神紫郎主催企画「死神紫郎18周年・面黒楼卍20周年・中学生棺桶 復活記念ライブ」において2011年の解散以来およそ11年ぶりで、メンバーを一新して活動を再開した。
活動再開時のメンバーは狩野葉蔵に加えて、Shimizu(ギター/ハクビシン)、外山鉛(ベース/沈む鉛)、岩崎巧真(ドラム/たたらの目etc)の4人編成。2022年11月13日、高松TOONICEでの公演を最後にShimizuが脱退。
その後、渡辺周(ギター/amalakamala, ex.うしろ前さかさ族)、ヴァイオラ伊藤(ギター/amalakamala, 曇ヶ原, ILL BONE, ex.痛郎)のツインギター編成で2023年2月18日大阪火影にてライブ活動を再開。以後、現在に至るまで5人編成での活動を行なっている。

## 元メンバー
- 広末（ギター・2002-2011）
- 志村（ベース・2002-2011）
- 石垣（ドラム・2002-2011））
- Shimizu（ギター・2022.7〜11）

- 第一期

きむすめ葉蔵(ギター・ボーカル)
鯖腐らかし岩(ベース・コーラス)
斉藤(ドラム)
- 第二期

かのう葉蔵(ギター・ボーカル)
鯖腐らかし岩(ベース・コーラス)
広末ちしぶき(ギター)
厭駄悶(ドラム)
- 第三期

かのう葉蔵(ボーカル)
しむら青梅子(ベース)
広末ながさく(ギター)
餓鬼(ドラム)
- 第四期

狩野葉蔵(ボーカル)
外山鉛(ベース)
Shimizu(ギター)
岩崎巧真(ドラム)
- 第五期

狩野葉蔵(ボーカル)
渡辺周(ギター)
ヴァイオラ伊藤(ギター)
外山鉛(ベース)
岩崎巧真(ドラム)

## ディスコグラフィ
| # | 発売日         | タイトル               | 備考         |
| - | -------------- | ---------------------- | ------------ |
| - | -              | 我が逃走の自閉時間     | 自主制作CD-R |
| - | -              | にきび繁殖のユゥモア   | 自主制作盤   |
| 1 | 2004年12月10日 | 神頼みの似非不良に抗う |              |
| 2 | 2007年8月24日  | むすめ戦争中           |              |
| 3 | 2008年10月10日 | 告白を強いる伝染源     |              |
| 4 | 2010年6月2日   | 矛先についたガム       |              |

## 主なライブ
- 新宿ロフト 『奇形児復活 気狂い病院GIG FINAL』 2009年1月16日(金)　w/ 鉄アレイ,奇形児,愚鈍,アサイラム
- 横浜国立大学8号館202教室 『胎教』2010年11月6日(土)　横浜国立大学学園祭にてロック研究会の企画。
- 池袋手刀 『なかせてみたい、奇形棺桶。』2010年12月24日(金)　w/奇形児, 断絶間
- 池袋手刀 中学生棺桶企画最終回『勝手なやつら』2011年1月28日(金)　w/股下89, etc（このライブにて志村脱退）
- 新宿アンチノック 『帝都救済Ⅴ』 2023年10月8日(日)　w/ kokeshi
- 東高円寺二万電圧『中学生棺桶ネオアルバム「おびえないけどデリケート」発売記念ライブ』2024年2月25日(日)　ワンマン予定